# Gawriłow Posad
Gawriłow Posad – miasto w Rosji, w obwodzie iwanowskim. W 2010 roku liczyło 6434 mieszkańców.